# 岡田龍生
岡田 龍生（おかだ たつお、1961年5月18日 - ）は、大阪府出身の高校野球指導者、高等学校教諭（保健体育科）。

## 来歴
幼少期より元女子プロ野球選手であった母親とキャッチボールをするなど野球に親しみ、小学校4年より地元の軟式野球チームで本格的に野球を始める。岡田のチームは小学校6年の時には全国大会に出場する。中学校時代は2年進級までは軟式野球部とバレーボール部を並行して活動していた（週3日は野球部として活動し、残りはバレーボール部として活動）。2年になるとバレー部のほうの活動に専念するようになり、高校進学時はバレー強豪校であった大商大高校への進学を希望していたが、中学校のバレー部の顧問の助言によりバレーでの進学を断念し野球での進学を志す。進学先の第一候補として東海大相模高校を志望し原貢に手紙を書くほどだったが、監督が交代することがわかり断念する。私学7強の高校も志望していたが、野球のスポーツ推薦でなければ野球部に入部できなかったため、（親戚の伝手で）東洋大姫路に進学する。当時の東洋大姫路は岡田が入学する前の14年間で7回も甲子園に出場していたため、東洋大姫路ならば在学中に甲子園に出場できると踏んで東洋大姫路へと進学する。
高校では1年の秋大会にはベンチ入りを果たし、2年の新チーム時には主将に就任する。2年の秋大会では近畿大会の準々決勝まで進出し、第51回選抜高等学校野球大会に出場する。選抜高校野球では準決勝まで進出するが、牛島和彦、香川伸行を擁する浪商に敗北する。3年の最後の夏は兵庫県大会の準々決勝で敗退する。
大学は体育教師を志望していたため日本体育大学に進学し、同大学でも硬式野球部に所属した。大学卒業後は鷺宮製作所に所属し、1年間野球部として活動した。
その後桜宮高校に赴任し、野球部のコーチを務めた。当時の教え子には矢野燿大がいる。桜宮高校で2年間コーチを務めた後、1987年に履正社高校野球部の監督に就任する。岡田は同校野球部監督に就任する直前に、グラウンドでの練習風景を見に行ったことがあったが、およそ練習をしているとは言えない状態であり、部員も20名もいたかどうかという少人数の部であった。野球部の顧問も着任以前は半年間不在で、3年以上顧問を続けた先生がいないという有様であった。そのような状態であるため野球部は弱く、夏の大会も（岡田の就任以前は）6年間で初戦敗退を繰り返していた。就任1年目は夏の大会が終わると部員は8名になってしまい、卓球部、体操部、陸上部からそれぞれ一人ずつ助っ人を募って部活動を継続していた。
就任2年目にはスポーツ推薦で野球部が強化されることになり、1989年の秋の大阪大会では宮田正直擁する上宮高校に勝利し、入来祐作擁するPL学園に善戦するなど着々と実力をつけていった。そして1997年には夏の大阪府大会を制覇し、第79回全国高等学校野球選手権大会に出場する。
2001年には野球部専用グラウンドが茨木市に設営されるなど、設備面は充実してきたが2002年には岡田による行き過ぎた指導があったという匿名の投書が同校と大阪府の高野連に届けられ、謹慎処分を受ける（謹慎期間は2002年8月から2003年1月まで）。その後は指導方針を転換し自主性を重んじるようになり、2006年の春の甲子園に初出場を果たすと、全国大会の出場回数を重ね、第86回選抜高等学校野球大会と第89回選抜高等学校野球大会の春の甲子園では準優勝を遂げるなど、大阪桐蔭と共に大阪の2強と評されるようになった。
2019年の第101回全国高等学校野球選手権大会で決勝に進出。全試合を通じて失策1という堅守と全試合二桁安打を達成するほどの打力を背景に、初優勝を成し遂げた。ちなみにこの大会で履正社は、1回戦から決勝までの6試合を通じて、夏選手権としては史上初の無盗塁での優勝を達成している。さらに一回戦の霞ケ浦高校戦では、5本塁打を含む計17安打で先発全員安打も達成している。
2021年11月4日、翌2022年4月1日付で母校・東洋大姫路の監督に就任することが発表された。藤田明彦が監督を退任するのに伴うもの。2022年3月末に履正社を退職した（後任は部長の多田晃）。東洋大姫路の監督就任後初の公式戦となる春季兵庫県大会では、決勝に進出した。報徳学園に敗れはしたものの、準優勝を勝ち取った。

## 指導方針

### 履正社時代
野球部の練習時間は3時間である。これはグラウンドが学校から離れており、バスでの移動との兼ね合いがあるためである。
履正社高校野球部では守備に力点を置いて指導している。かつては機動力とバントそして投手力を駆使するスタイルをとっていたが、初出場となった第79回全国高等学校野球選手権大会と第78回選抜高等学校野球大会での初戦敗退を契機として、守備だけでなく打ち勝てるチーム作りへと舵を切り替えた。
2002年に謹慎処分を受ける前は厳しく指導していたが（練習や試合で暴力を振るうこともあったという）、謹慎処分を受けてからは選手の自主性を重んじること、選手と積極的にコミュニケーションをとるようになった。自主性を尊重する指導内容としては教え過ぎないようにしていることを心掛け、ベンチ入りメンバーを選手による投票によって決めるといったことを行っている。選手とのコミュニケーションについては岡田は選手とだけでなく、選手の親とも面談を行うなど積極的に意思疎通を図るようにしている。
2017年のセンバツ高校野球では履正社高校野球部の部員の体格の良さが話題に上ったが、それは2007年頃より管理栄養士による食育指導を行っているためである。食育指導を行っている関係上、岡田は選手を勧誘する際は家庭環境も考慮し、家庭環境次第では履正社入学を断ることもある。

## 甲子園出場歴
- 春:出場10回[注 1] 15勝9敗 準優勝2回(2014年、2017年)
- 夏:出場4回 9勝3敗　優勝1回(2019年)

## 教え子
- 矢野燿大 – 岡田が桜宮高校野球部コーチ時代の教え子
- 岸田護
- T-岡田
- 土井健大
- 山田哲人
- 坂本誠志郎
- 宮本丈
- 中山翔太
- 寺島成輝
- 安田尚憲
- 井上広大
- 内星龍
- 小深田大地
- 田上奏大
- 竹田祐
- 岩崎峻典
- 福田幸之介

## 著書
単行本
『教えすぎない教え』（竹書房、2019年7月）